# 우진교통 (충북)
우진교통(宇進交通)은 충청북도 청주시의 시내버스 업체이다. 본사는 청주시 상당구 중고개로125번길 27 (용암동)에 있으며 목련로 290 (월오동)에 제 2 차고지를 두고 있다.

## 역사
- 2001년 1월 8일 충북리무진[1] 이 충일관광여행사 청주시내사업부를 인수하여 설립한다.
- 2002년 CNG 버스를 도입한다.
- 2003년 7월 9일 충북지방노동위원회에서 임금체불 등으로 5% 중재안도 거부당하자 동일운수, 청신운수와 함께 파업에 참여한다.[2]
- 2003년 7월 10일 노사가 한 발씩 양보를 하는 선에서 운행을 재개한다.[3]
- 2004년 7월 24일 그러나 끊이지 않는 임금체불 등으로 인한 파업 돌입과 동시에 운행이 중단된다.[4]
- 2004년 8월 25일 사측은 직장폐쇄로 맞선다.[5]
- 2004년 9월 회사가 부도를 맞게 된다.[6]
- 2004년 11월 청주시가 우진교통의 버스사업 면허 취소 절차 착수와 함께 제 3자 공모 방식으로 새로운 사업자를 선정하겠다고 밝힌다.[7]
- 2005년 1월 10일 노사간의 협상이 극적으로 타결된다.[8]
- 2005년 1월 20일 우진교통은 운행 재개와 동시에 협동조합형 노동자 자주관리 기업으로 새 출발한다.[9][10][11]
- 2005년 5월 저상버스를 도입하여 운행한다. 그러나 회사는 유동성 위기를 맞게 된다.[12]
- 2005년 8월 유동성 위기를 조합원들이 극복하면서 현 신영 지웰홈스 아파트 자리에 있는 기존 복대동 차고지를 매각, 용암동 차고지를 리모델링해 차고지를 통합한다.[13]
- 2006년 1월 자주경영 1년만에 소폭의 흑자를 보이는 등 정상화의 길을 열게 된다.[14]
- 2008년 우진교통 차고지가 한국토지주택공사가 개발 주관하는 동남택지지구에 편입되어 차고지를 잃을 위기에 처해 운행차량에 빨간색 리본과 측면 현수막을 설치해 운행한다.[15]
- 2009년 6월 청주시와 시민단체의 중재로 차고지를 유지시키는 조건으로 존치부담금의 25%만을 부담하면서 차고지를 유지한다.[16]
- 2010년 6월 경영 정상화 격려에 감사하여 남아공에서 열린 2010년 FIFA 월드컵 16강전 승리를 기원하고 시민들이 배풀어준 고마움에 보답하고자 청주종합경기장 거리응원 시민들의 귀가 편의를 위해 시내버스를 무료 운행한다.[17]
- 2011년 2월 우진교통 부서 체제가 개편된다.[18]
- 2014년 현대 블루시티 저상형 CNG 하이브리드 버스를 반입하고 충북민예총과 공동으로 버스와 함께하는 예술여행을 선보인다.[19]
- 2015년 7월 22일 목련로 290 (월오동) 약 1만여m2 부지에 제 2 차고지를 건립한다.[20]
- 2019년 11월 9일 청주시내버스 일부 노선이 월오동 제 2 차고지를 종점지로 사용하게 되다.

## 운행 차량
2020년 10월 현재 청주시 내 6개 버스 업체 중 가장 많은 총 129대의 시내버스를 운행하고 있으며 우진교통에서 운행하는 모든 차량의 후면에는 "양보해 주셔서 감사합니다."라는 문구를 부착하고 있다.

#### 우진산전
- 우진산전 아폴로 1100

#### 현대자동차
- 현대 쏠라티
- 현대 뉴 카운티
- 현대 그린시티
- 현대 뉴 슈퍼 에어로시티
- 현대 저상 뉴 슈퍼 에어로시티
- 현대 일렉시티
- 현대 뉴 프리미엄 유니버스 엘레강스

## 갤러리

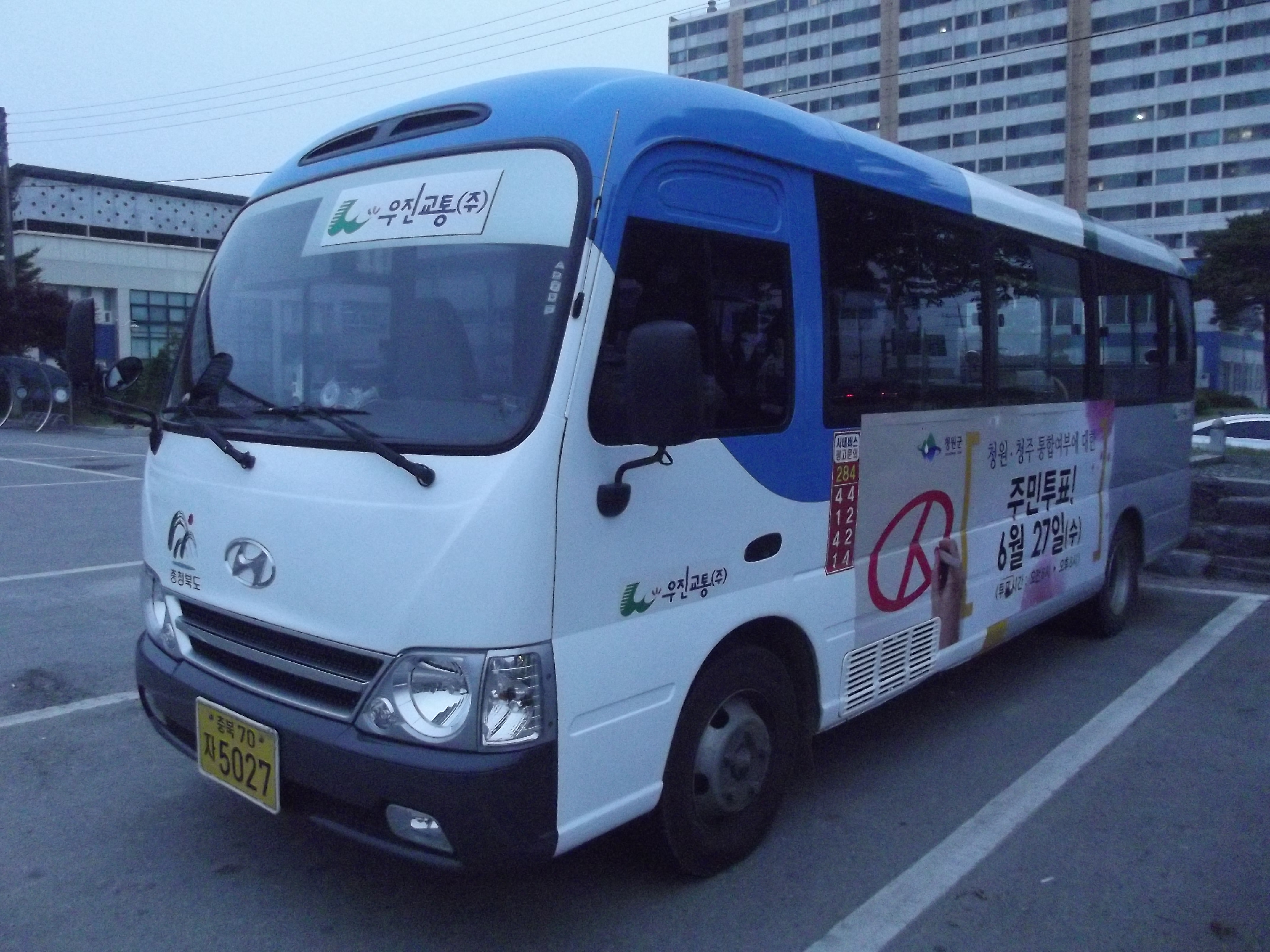
우진교통 소속 54번
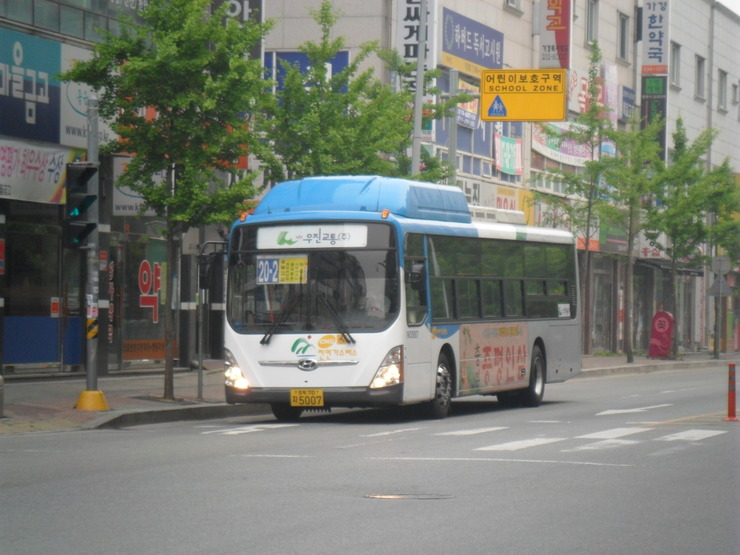
우진교통 소속 20-1번
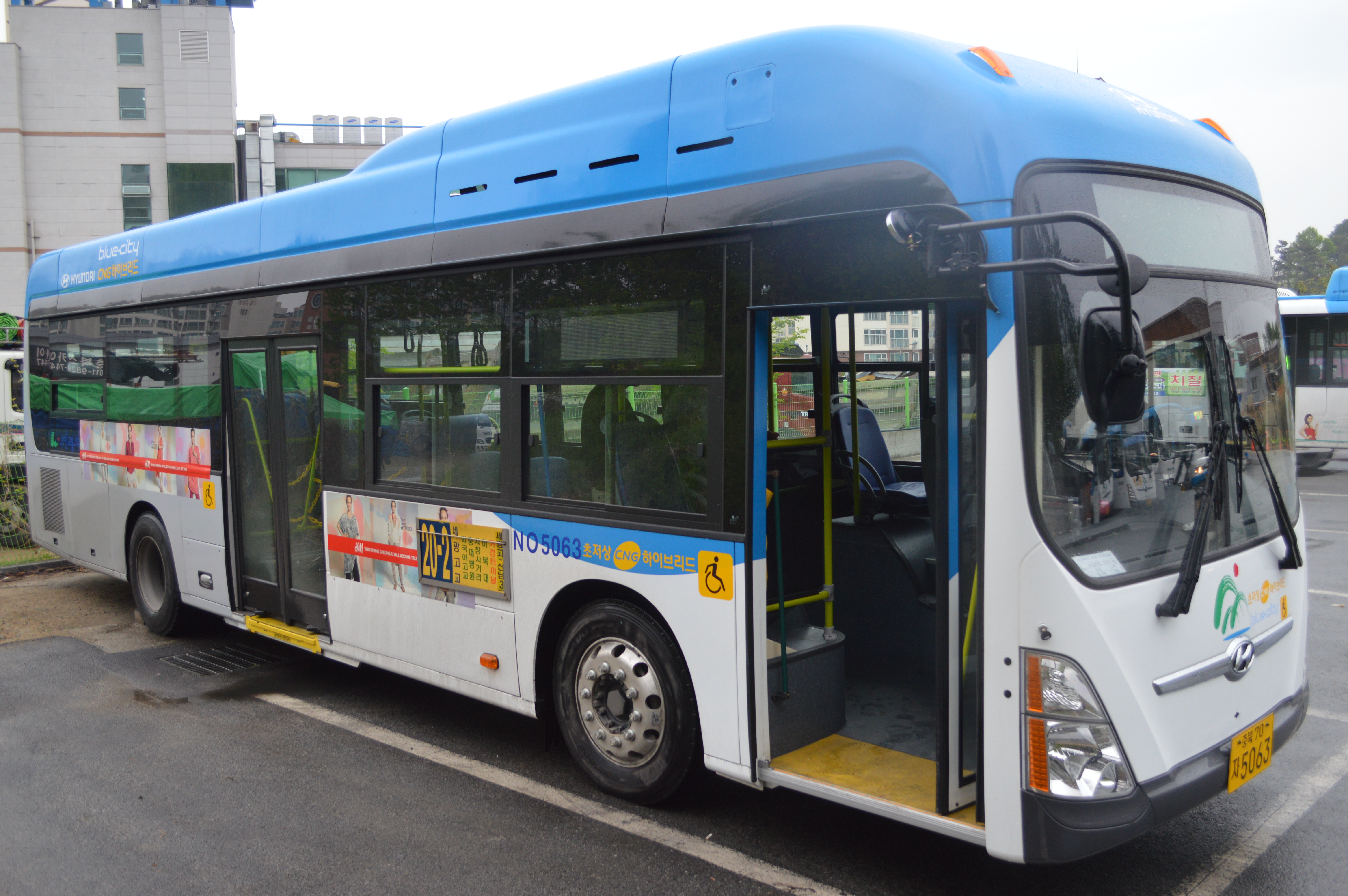
우진교통 소속 20-2번
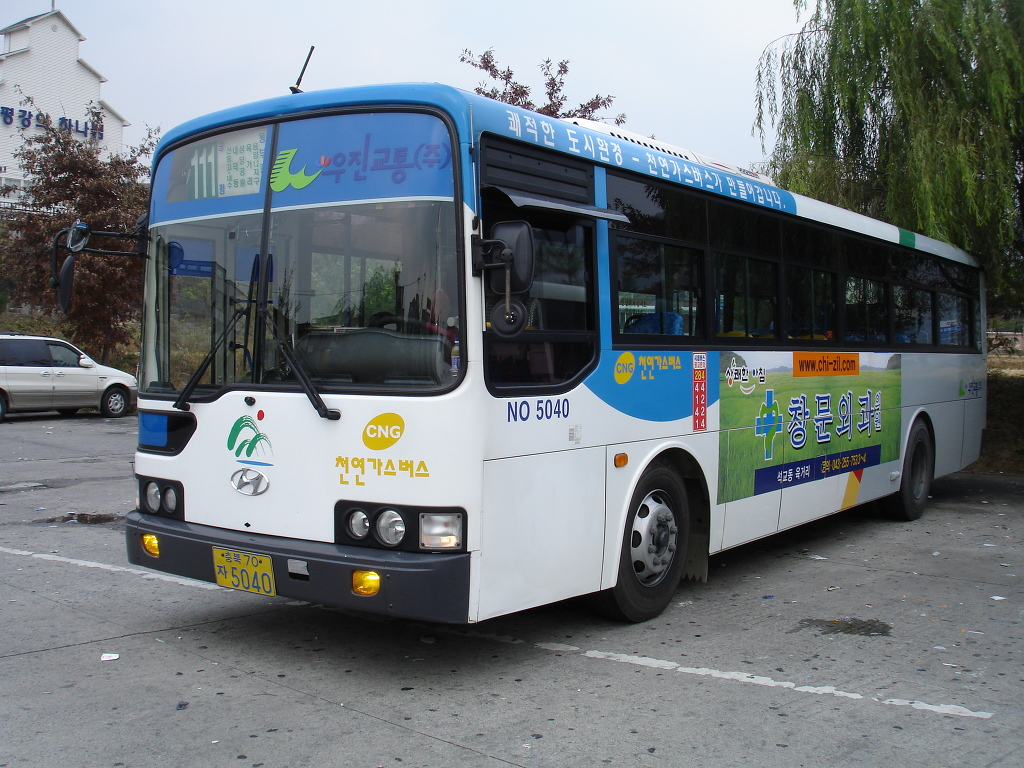
우진교통 소속 111번